# Narodowe Muzeum Sztuk Pięknych w Valletcie
Narodowe Muzeum Sztuk Pięknych (malt. Mużew Nazzjonali tal-Arti, ang. National Museum of Fine Arts) – muzeum sztuk pięknych w Valletcie na Malcie założone 7 maja 1974 i działające do 2 października 2016 roku.
Muzeum posiadało w swoich zbiorach kolekcję prac maltańskich i zagranicznych artystów, reprezentujących główne style sztuki europejskiej. Jego działalność zainaugurowana została 7 maja 1974 roku. Miało swoją siedzibę w Admiralty House, XVIII-wiecznym pałacu, będącym byłą oficjalną rezydencją głównodowodzącego brytyjską Flotą Śródziemnomorską. Istnieją plany otwarcia go na nowo jako MUŻA (od akronimu maltańskiej nazwy Mużew tal-Arti) w Zajeździe Włoskim (Auberge d'Italie) w roku 2018.

## Historia
Działalność Narodowego Muzeum Sztuk Pięknych w Admiralty House zainaugurowana została przez minister edukacji i kultury Malty, Agathę Barbarę 7 maja 1974 roku. Jego zbiory były przedtem częścią kolekcji National Museum w Auberge de Provence. W następstwie podziału, placówkę w auberge pozostawiono dział archeologiczny i przemianowaną ją na Narodowe Muzeum Archeologii. Muzeum było zarządzane przez Heritage Malta.

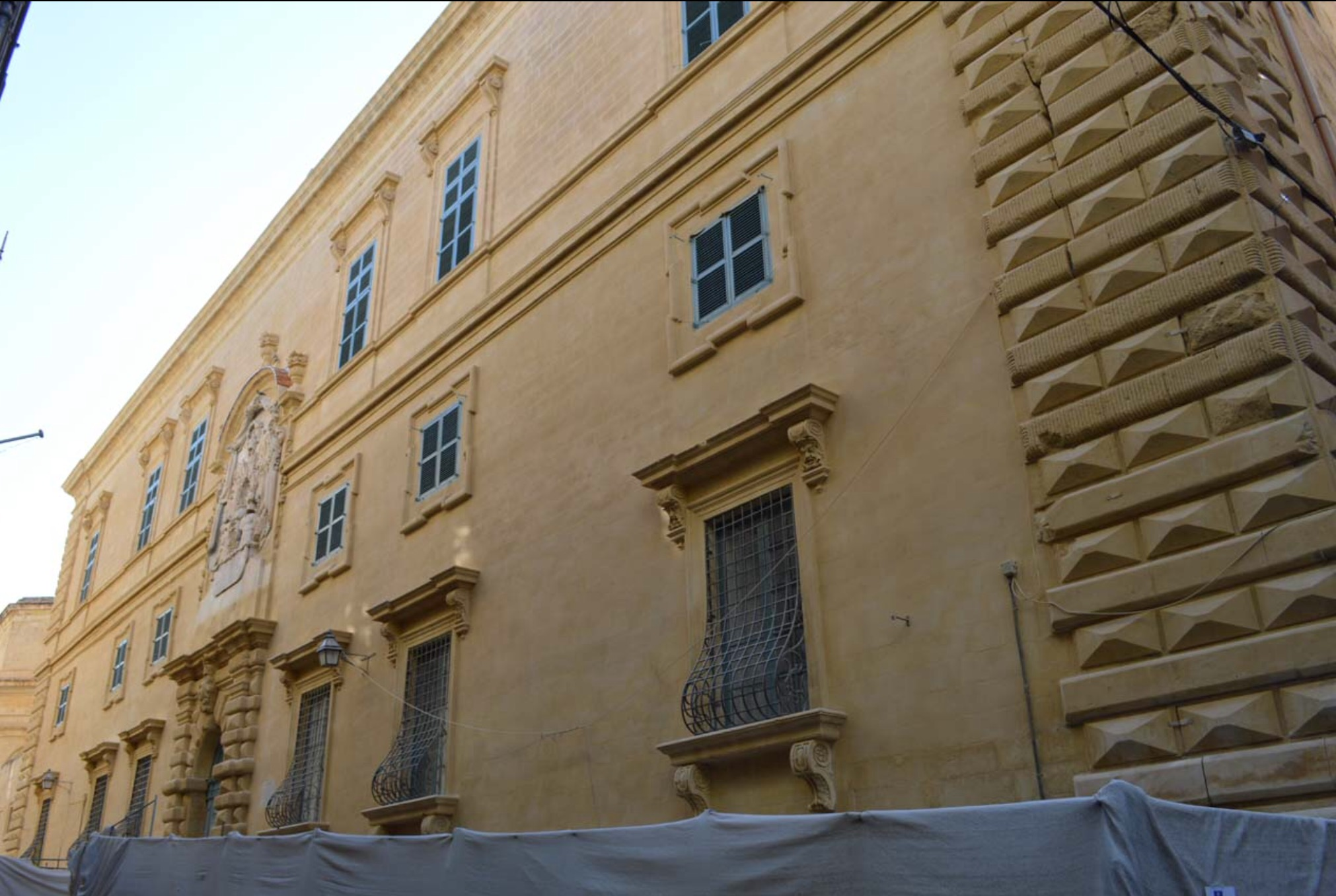
Auberge d'Italie, gdzie umieszczone będzie MUŻA

W roku 2013 powzięto zamysł przeniesienia muzeum z Admiralty House do Auberge d’Italie. We wrześniu 2014 roku ogłoszono, że przeniesienie dojdzie do skutku oraz że nowe muzeum będzie nazwane MUŻA (od akronimu maltańskiej nazwy Mużew tal-Arti). Muzeum w Admiralty House zamknięto 2 października 2016 roku, a otwarcie nowego planowane jest na rok 2018, jako jeden z projektów Valletty jako Europejskiej Stolicy Kultury.
W roku 2012 przez sale muzeum przewinęło się około 30 000 zwiedzających, a przenosiny mają na celu zwiększenie tej liczby.

## Lokalizacja muzeum
Muzeum mieściło się w Admiralty House, pałacu w Valletcie, pierwotnie zbudowanym w XVI wieku jako rezydencja dla rycerza Jeana de Soubiran dit Arafata. Dzisiejszy budynek datowany jest na lata 1761–63, kiedy został przebudowany w stylu barokowym dla innego członka Zakonu, portugalskiego rycerza Raimondo de Sousa y Silvy. Od roku 1821 do 1961 budynek był oficjalną rezydencją głównodowodzącego brytyjską Flotą Śródziemnomorską, nosząc miano Admiralty House.
Admiralty House stoi na South Street w Valletcie. Poza muzeum, na terenie tym znajduje się kilka wspaniałych historycznych pałaców, datowanych na czasy joannitów, a które używane są teraz przez różne ministerstwa. Okolica ta znana jest też z wielu winiarni i kafejek, a także widoków na miejską siatkę ulic.

## Zbiory muzeum

### Sztuki piękne

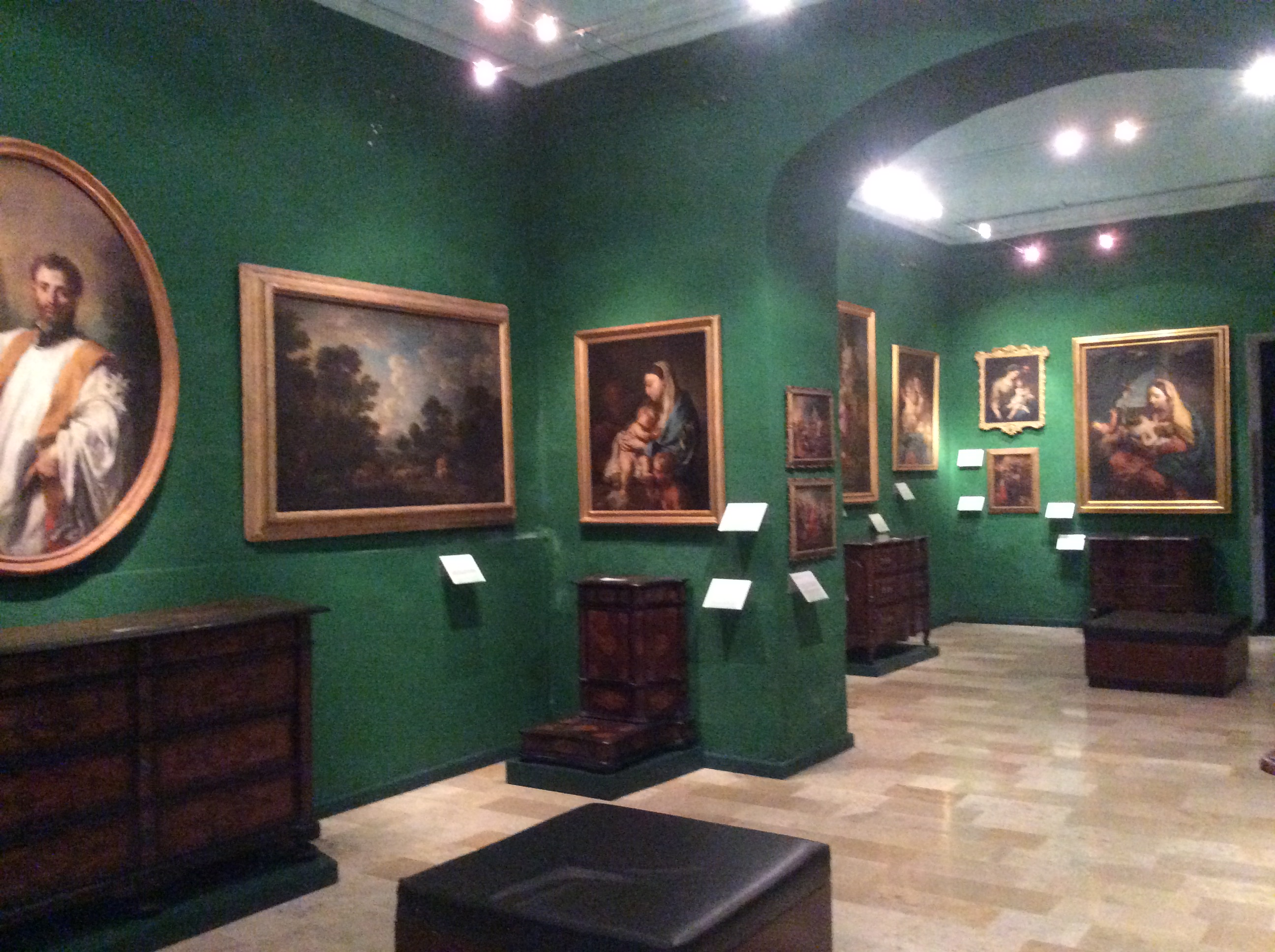
Dział muzeum zawierający sztukę antyczną oraz tradycyjne meble maltańskie

W muzeum znajdowała się większa część narodowych zbiorów Malty. Początki kolekcji sięgają roku 1923, kiedy pierwszy kurator sztuk pięknych, Vincenzo Bonello, podjął się jej utworzenia w instytucji nazwanej później „National Museum”. Bonello zakupił wiele prac wysokiej jakości na lokalnym rynku sztuki, a także w Londynie i we Włoszech. Wiele z nich zostało nabytych w czasie, kiedy ceny na rynku sztuki były ciągle jeszcze w granicach możliwości budżetu muzeum. Osoby publiczne oraz organizacje również pozostawiały znaczące zapisy.

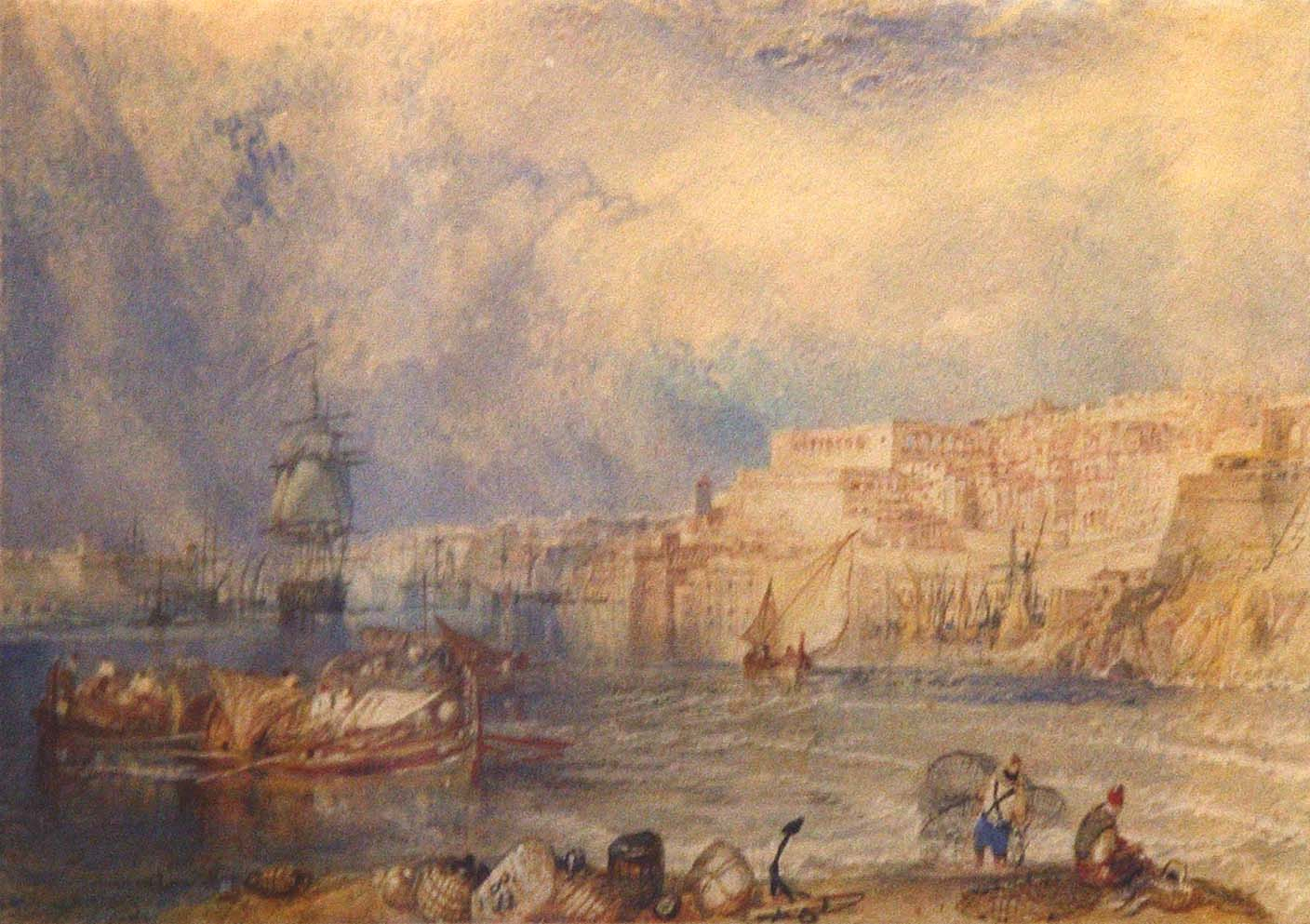
Akwarela Turnera wystawiana w muzeum.

Stała ekspozycja zawierała olbrzymią kolekcję malarstwa włoskiego barokowego artysty Mattia Pretiego (1613–1699), włoskiego rycerza Zakonu Maltańskiego, który również miał swój wkład w upiększanie wnętrza katedry św. Jana w Valletcie. Ten zbiór, wraz ze wspaniałą i rzadką kolekcją antycznych map, stanowiło jedną z mocnych stron zbiorów muzeum.
W ekspozycji znalazły swoje miejsce również prace innych artystów, takich jak Guido Reni (1575–1642), caravaggioniści Valentin de Boulogne (1591–1632), Jusepe de Ribera (1591–1662) oraz Matthias Stomer (1600–1652), jak również Carlo Maratta (1625–1713) i Bernardo Strozzi (1581–1644). Stale wystawiane były również prace holenderskich, francuskich i brytyjskich artystów.
Kolekcja zawierała też prace dwóch wybitnych maltańskich rzeźbiarzy, Melchiorre Cafà (1636–1667) oraz Antonio Sciortino (1879–1947), a także godną uwagi grupę maltańskich krajobrazów. Maltański Grand Harbour oraz jego sąsiedztwo jest tematem akwarel Williama Turnera (1775–1851), będących własnością HSBC Bank Malta, a które były na stałe wypożyczone muzeum. Obrazy innych artystów, jak Edward Lear (1812–1888), Louis Ducros (1748–1810) wraz z artystami lokalnymi, przedstawiające ten sam temat, także były wystawiane.

### Meble i srebra stołowe
W muzeum znajdowała się kolekcja maltańskich mebli oraz srebrnej zastawy stołowej, jak też naczynia z majoliki, głównie pochodzące z Sycylii. Wiele z tych naczyń było używanych w Sacra Infermeria, szpitalu Zakonu św. Jana. Srebra kościelne także były częścią ekspozycji, włączając w to rzadki XV-wieczny kielich, wytworzony w Paryżu.

### Ekspozycje czasowe
W muzeum niemal bez przerwy prezentowane były wystawy czasowe, głównie artystów maltańskich. Zorganizowano tam, między innymi, wystawy kuratorskie:
- Postage Stamp Artwork: Emvin Cremona (1919–1987) – Shaping a Modern Identity in Malta’s Philatelic Heritage (wrzesień – październik 2010) – oryginały prac artystycznych i projekty graficzne znaczków pocztowych autorstwa Emvina Cremony, większość z nich pokazywana publicznie po raz pierwszy.
- Pictures of the Floating World – Ukiyo-e Prints from the National Collection (grudzień 2009) – oryginalne japońskie Ukiyo-e z kolekcji narodowej.
- Victor Pasmore in Malta (grudzień 2008 – styczeń 2009) – abstrakcyjne dzieła brytyjskiego artysty Victora Pasmore ze zbiorów muzeum oraz Central Bank of Malta.
- The Maria Pisani Bequest (styczeń – marzec 2008) – jedenaście obrazów maltańskiego artysty Lazzaro Pisani, przekazane przez jego córkę Marię Pisani.